# (103770) Wilfriedlang
(103770) Wilfriedlang est un astéroïde de la ceinture principale.

## Description
(103770) Wilfriedlang est un astéroïde de la ceinture principale. Il fut découvert le 26 février 2000 à Drebach par Jens Kandler et Gerhard Lehmann. Il présente une orbite caractérisée par un demi-grand axe de 3,14 UA, une excentricité de 0,13 et une inclinaison de 16,6° par rapport à l'écliptique.

## Compléments